# Barbarus pilicollis
Barbarus pilicollis är en skalbaggsart som först beskrevs av Schmidt 1889.  Barbarus pilicollis ingår i släktet Barbarus och familjen stumpbaggar. Inga underarter finns listade i Catalogue of Life.